# Iglesia de Santiago (Jerez de la Frontera)
La iglesia de Santiago el Real y de Refugio es una iglesia católica que se encuentra en Jerez de la Frontera, (Andalucía, España).

## Historia
Junto a la actual plaza de Santiago, se construye fuera del recinto amurallado de la ciudad medieval, en el lugar donde ya existía una ermita de su mismo nombre levantada en tiempos de la Reconquista, configurándose así en el germen del hoy popular barrio de Santiago.
A esta iglesia le quedó adosada la también antigua ermita de la Virgen de la Paz, hoy "capilla de la Paz", de estilo mudéjar, anterior a la propia iglesia y cubierta por bóveda de nervios cruzados decorados con dientes y con racimos de mocárabes en las claves, que descansan en los capiteles de unas columnillas cortadas. Hoy en día se mantiene la "Ilustrísima, Venerable y Antigua Hermandad y Cofradía del Santísimo Sacramento, Santísimo Cristo de las Almas, Nuestra Señora de la Paz y Ánimas Benditas."
El templo actual se construye desde finales del siglo XV y hasta la primera mitad del siglo XVI, bajo la dirección del maestro Alfonso Rodríguez.
Entre otros párrocos destaca el padre Francisco Corona Humanes, que llegó a ser arcipreste y que realizó una importante labor social. Esta labor se reconoció con una placa en la iglesia y una calle, pero se está discutiendo su pertinencia por la aplicación de la Ley de Memoria Histórica.

## Descripción

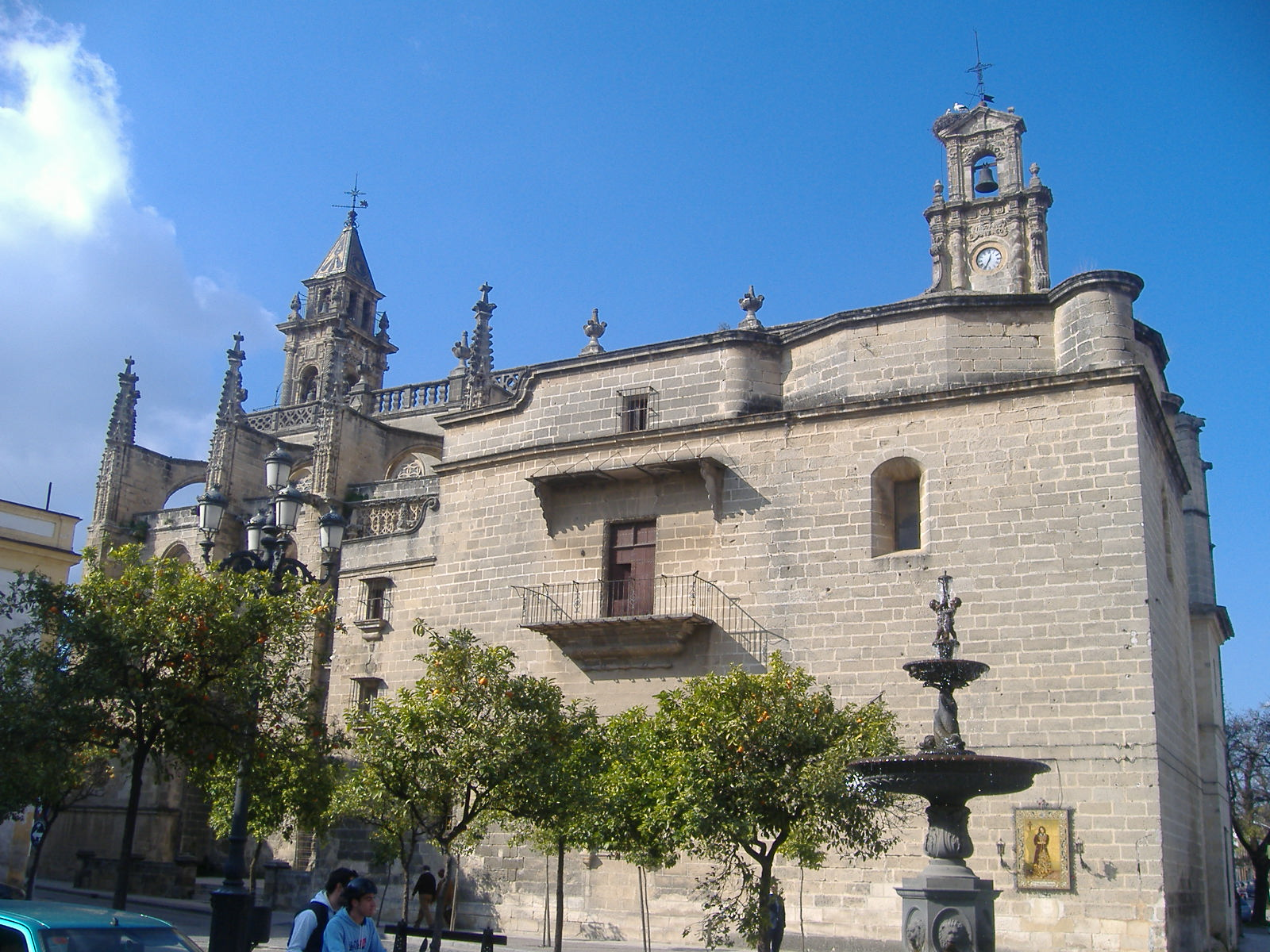
Iglesia de Santiago de Jerez de la Frontera.

Se trata de una construcción gótica a la que se le han añadido luego en estilo barroco el remate de la torre y la espadaña, así como la "Capilla del Sagrario", cuadrada y con una portada barroca al interior, propiedad de la "Hermandad Sacramental de Santiago". El Santísimo Cristo de las Almas (1720-1725), valiosa imagen del Barroco, preside dicha Capilla Sacramental y fue realizado por Diego José Roldán Serrallonga, sobrino de Luisa Roldán "La Roldana".
Tras la restauración dirigida en el año 1964 por Pons Sonella, la iglesia adquiere su aspecto actual una vez eliminadas del exterior las edificaciones adosadas que impedían la vista de su ábside gótico poligonal; y del interior, toda una serie de retablos añadidos sin valor artístico alguno. Con ello, ahora la iglesia se presenta sobria y austera, con la sola belleza de su magnífica arquitectura.
Su Retablo mayor (actualmente desaparecido) fue realizado por Francisco Camacho de Mendoza

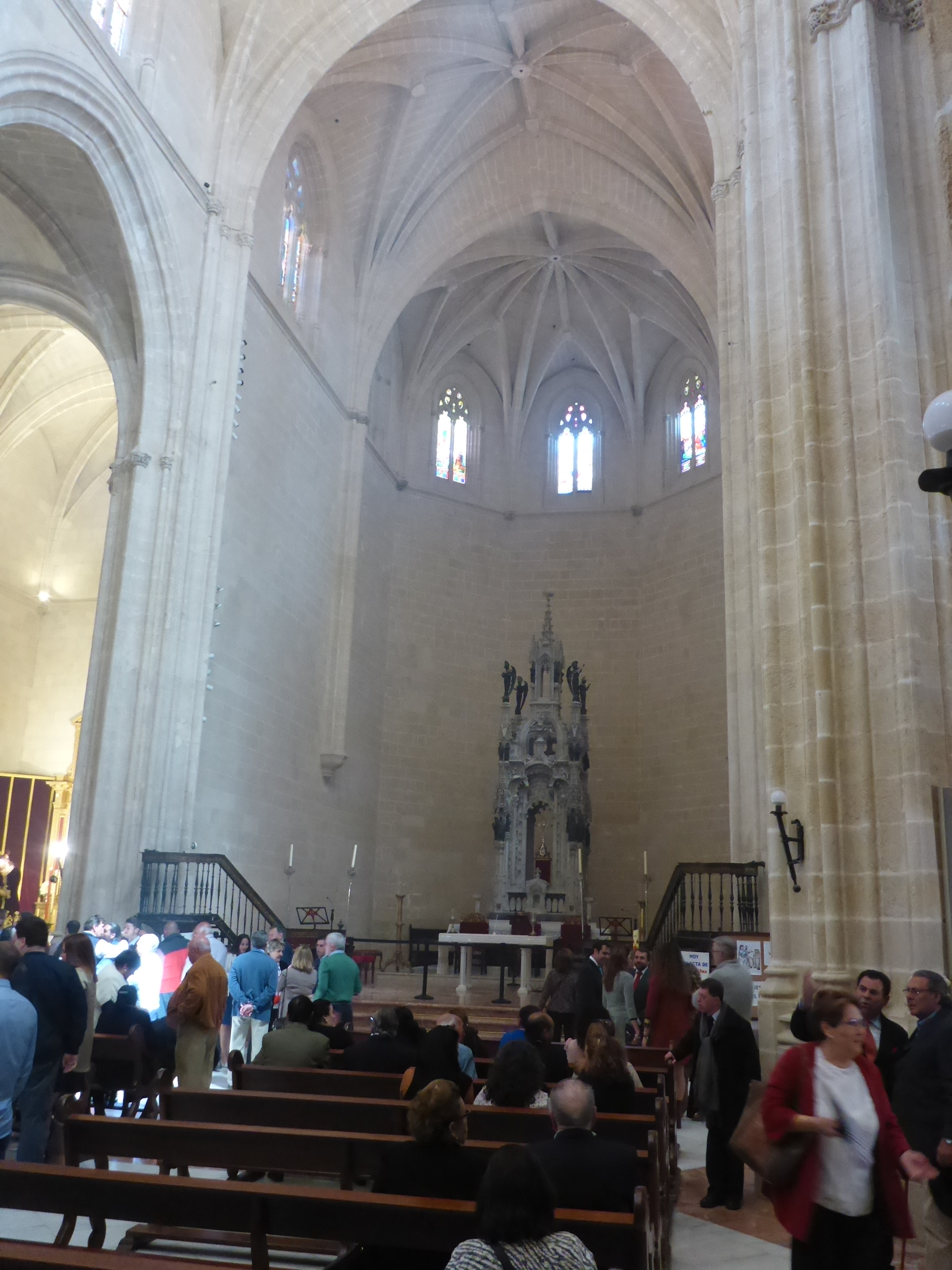
Interior.

Realizada con planta de salón con ábside saliente, cuenta en su interior con tres naves de desigual altura, la central más alta que las laterales, que al exterior se compensa con los clásicos arbotantes. Carece de crucero y se cubre con bóvedas de crucería sencilla, salvo en el presbiterio y el ábside, que muestran diferentes tramos de nervadura ojival.
El templo cuenta con tres portadas góticas, la principal a los pies, y dos laterales más pequeñas, una frente a otra.
El escudo de los Reyes Católicos en la portada principal indica la época de su construcción, finales del siglo XV. La torre, sin embargo es una construcción de 1663; y la espadaña, de 1760, cada una de ellas realizada de acuerdo a los cánones estilísticos de su tiempo, aunque perfectamente cohesionada con la obra general.
Al muro de la nave de la epístola, y casi desde la portada hasta la cabecera, le queda adosada una edificación añadida que engloba la sacristía que, por ser de piedra y de traza sobria, se enmarca bien en el conjunto de la iglesia. Esta Sacristía se concluye en el año 1603 en estilo manierista; es de planta cuadrada con cúpula ojival que se asienta sobre dos series de trompas, figurando en la primera estatuas de los evangelistas y en la segunda pequeñas conchas, formando un conjunto de gran belleza artística.
Bien de Interés Cultural, sus valores arquitectónicos y artísticos le valieron su declaración como Monumento en 1931, siendo publicado por la Gaceta de Madrid en ese mismo año.
El altar cuenta con un baldaquino obra del jerezano José Gallegos Arnosa por encargo de Guillermo Garvey Capdepón a principio del siglo XX.

## Estado actual
Durante su restauración en el siglo XXI se descubrieron graves defectos estructurales en la iglesia, lo que provocó su cierre inmediato. Después, la empresa encargada de su restauración quebró, quedando el problema en manos de la Junta de Andalucía, que durante unos años dejó la obra sin atender. Esto provocó robos en su interior y riesgo de derrumbe que pudo ser superado. Las obras de restauración avanzaron a mejor ritmo en 2015 y 2016, produciendo su reapertura en 2016 por parte del obispado.
Como consecuencia, la Hermandad de El Prendimiento cambió su sede de la iglesia al antiguo Hospital de la Sangre de Cristo (que después fue Asilo de San José). y la de la Buena Muerte a la Basílica de la Merced. Ambas volvieron a su sede finalmente.

## Exposición

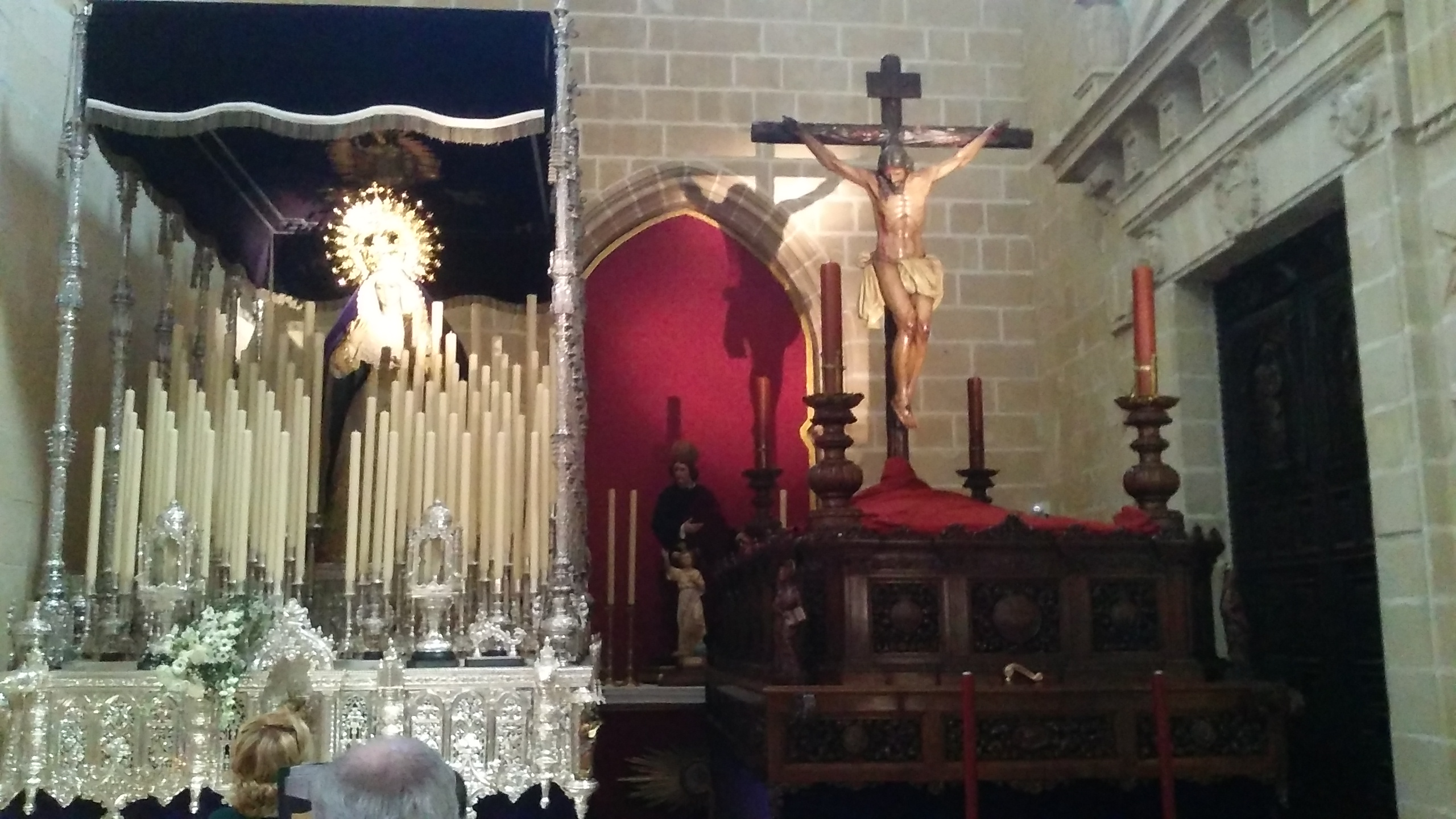
Titulares de la Hermandad.

La iglesia cuenta con importantes fondos que pueden ser visitados en una exposición permanente. Destaca una custodia sacramental de Juan Bautista Costella realizada entre los años 1791 y 1793.

## Sede de Hermandades
Esta Iglesia es la sede canónica de varias Hermandades
- Hermandad Sacramental de Santiago.[17]
- Hermandad de la Virgen del Rosario, Patrona de Capataces y Costaleros.
- Hermandad del Prendimiento.
- Hermandad de la Buena Muerte.

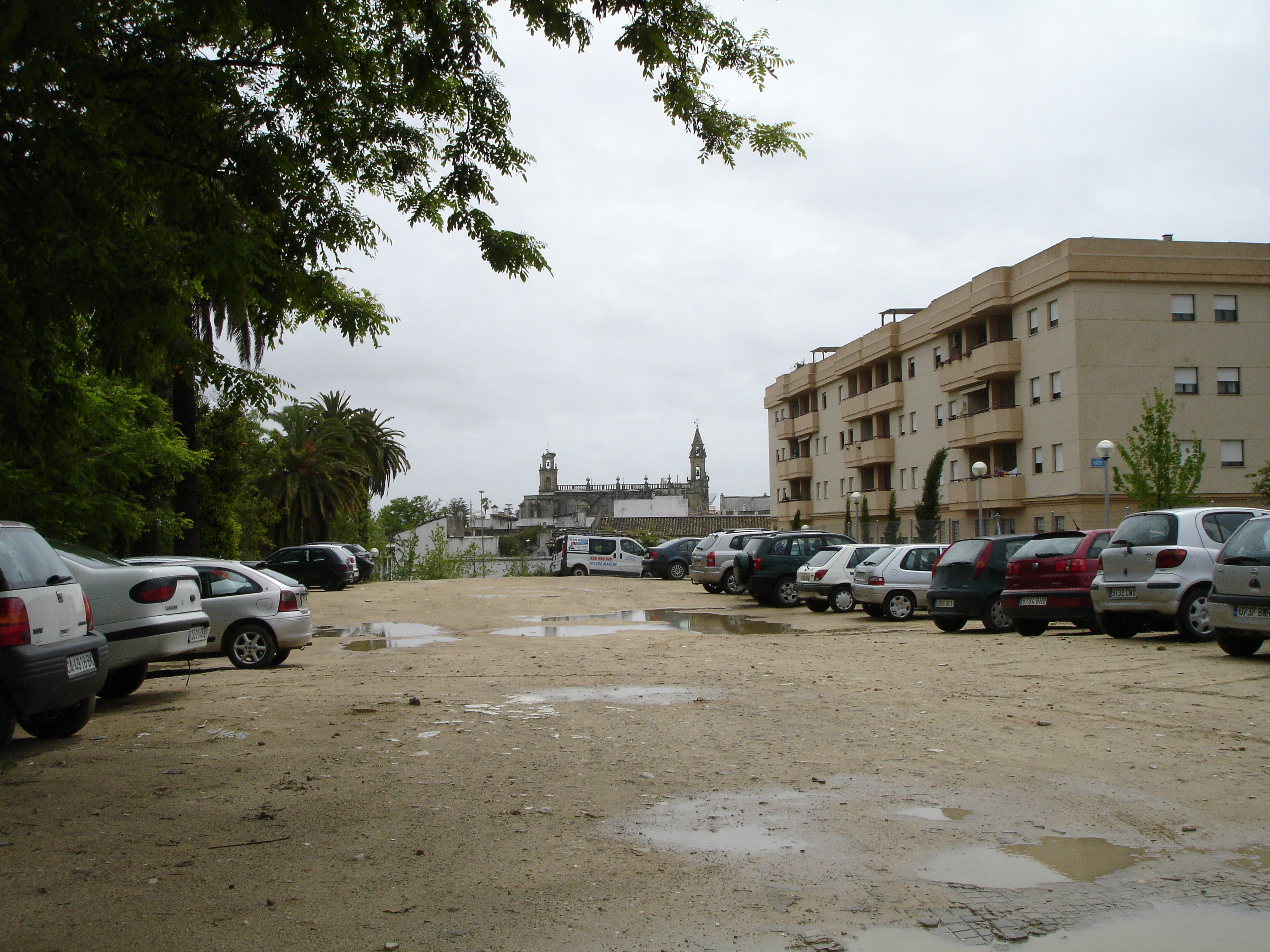
Vista de la iglesia desde los antiguos cuarteles de Tempul
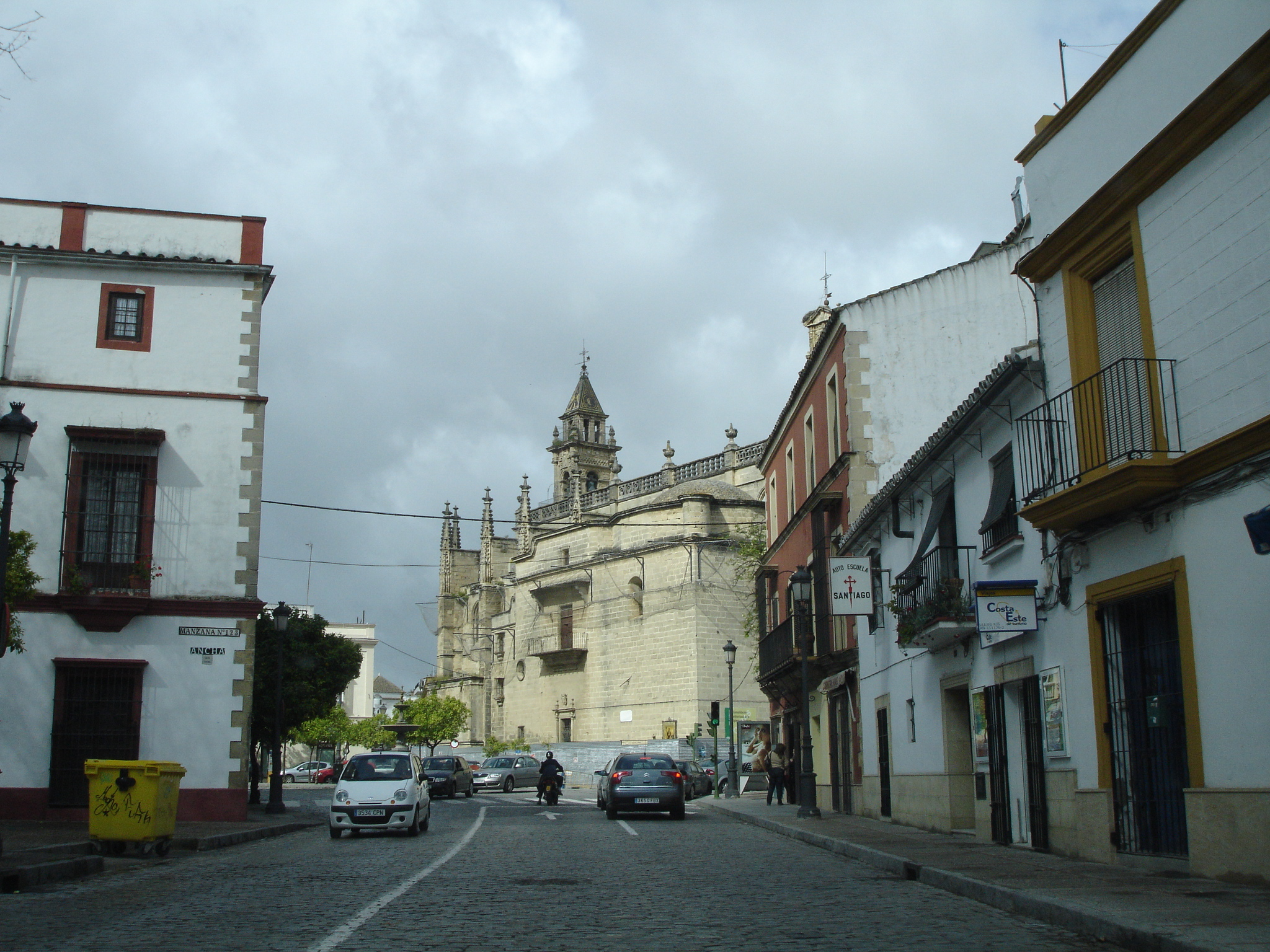
Iglesia desde la calle Ancha
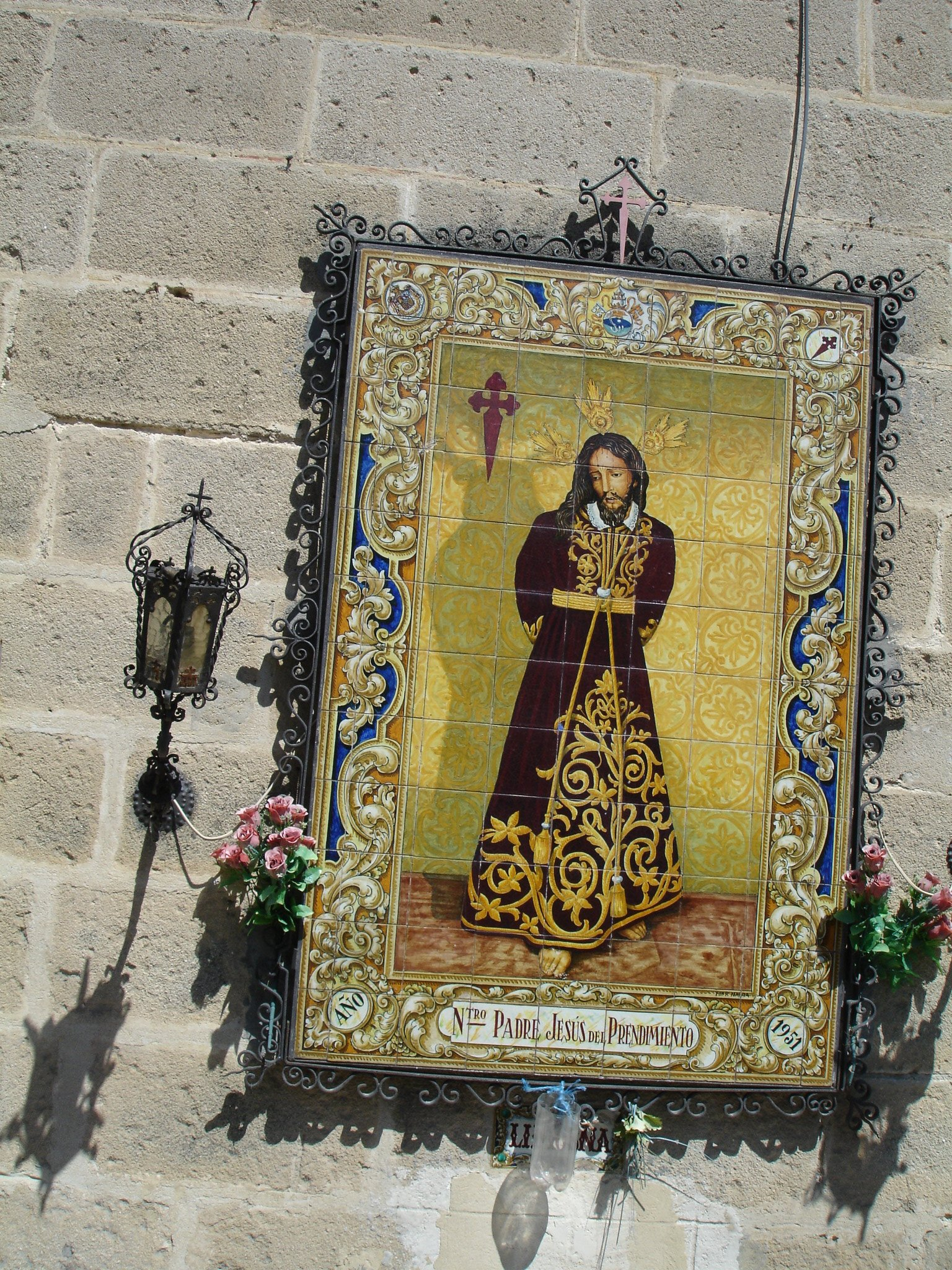
Azulejo en el exterior de la iglesia
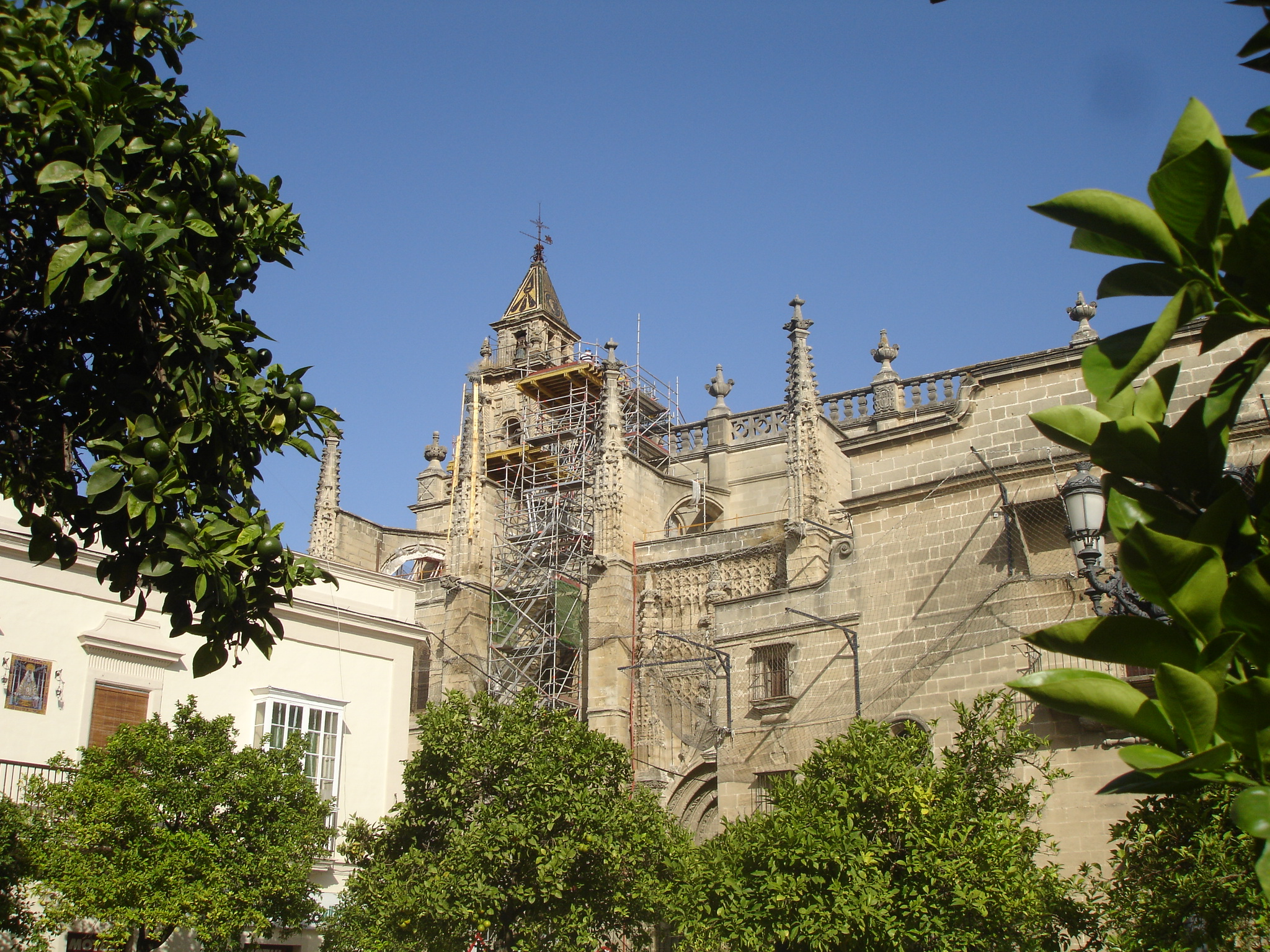
Andamios en la iglesia
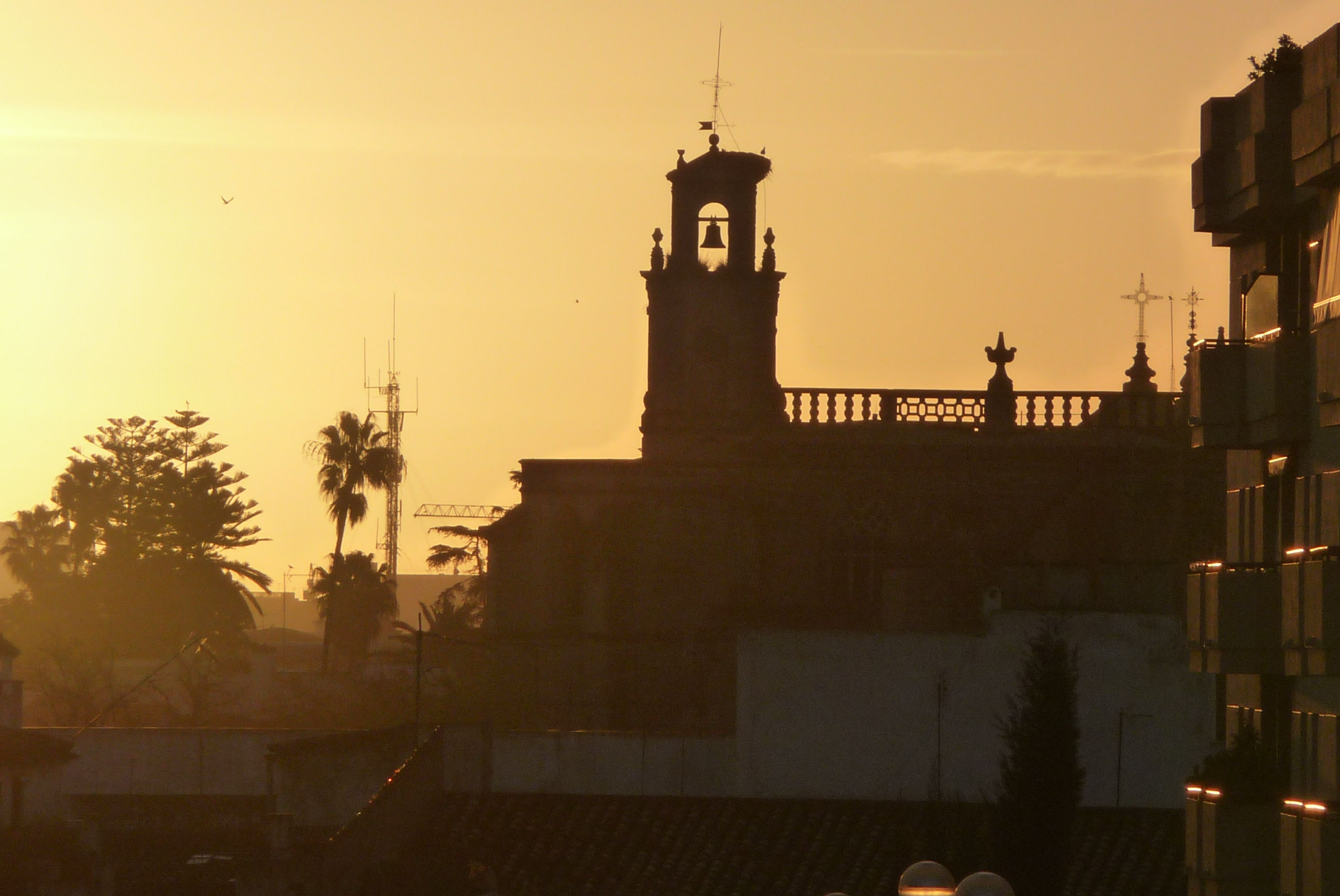
Santiago al amanecer